# 里斯河畔比伯拉赫
里斯河畔比伯拉赫（德語：Biberach an der Riß，發音：[ˈbiːbəʁax an deːɐ ˈʁɪs]），通称比伯拉赫（Biberach，[ˈbiːbəʁax] ⓘ），是德国巴登-符腾堡州蒂宾根行政区比伯拉赫县的城市，也是比伯拉赫县的县治，面积72.15平方千米，2023年12月31日人口为34,331人。

## 友好城市
里斯河畔比伯拉赫与以下城市结为友好城市：
- 義大利 阿斯蒂
- 波蘭 希维德尼察
- 泰拉維
- 英格兰 滕德灵（英语：Tendring District）
- 法國 瓦朗斯